# 通報
《通報》（法語：T'oung Pao），最初名为《通報或東亞（中国、日本、朝鲜、印度支那、中亚和马来西亚）歷史、語言、地理和民族志研究服務檔案》，是第一份國際漢學期刊。
期刊現任編輯包括：高萬桑（Vincent Goossaert）、柯馬丁（Martin Kern）及羅柏松（James Robson）。

## 历史
1890年創刊於法國。其名稱就是用威妥瑪拼音轉寫的中文“通報”二字。由施古德與亨利·柯蒂埃創立於巴黎。之後著名漢學家沙畹及伯希和相繼領導該刊物。

## 歷任编辑
荷兰语
- 施古德 (1890–1903)
- 戴闻达 (1934–1954)
- 何四维 (1954–1975)

法语
- 亨利·柯蒂埃 (1890–1925)
- 沙畹 (1904–1916)
- 伯希和 (1920–1942)
- 保罗·戴密微 (1945–1975)

英語
- 魏丕信
- 柯睿（Paul Kroll）